# Лэмбтон, Эдвард, 7-й граф Дарем
Эдвард Лэмбтон, 7-й граф Дарем (англ. Edward Lambton, 7th Earl of Durham; род. 19 октября 1961) — британский аристократ и музыкант, участник группы «Pearl, TN». Он более известен как Нед Лэмбтон.

## Биография
Эдвард Лэмбтон родился 19 октября 1961 года и стал младшим ребёнком и единственным сыном Энтони Лэмбтона, виконта Лэмбтона (1922—2006), и Белинды Бриджит Блоу-Джонс (1921—2003). В честь его рождения на вершине холма Пеншоу (бывшая часть поместья Лэмбтон) был зажжен костер. 23 апреля 1962 года ребёнок был крещён Морисом Харландом, епископом Дарема, в церкви Святого Варнавы, Бернмур, и в рамках празднования был зажарен бык. Его старшая сестра — леди Люсинда Лэмбтон (родилась в 1943), телеведущая.
После смерти деда 4 февраля 1970 года отец Эдварда унаследовал титул графа Дарема, но отказался от этого титула 23 февраля того же года. В течение этого короткого периода Эдвард носил титул учтивости виконт Ламбтон, но впоследствии называл себя лордом Дарем, чтобы избежать путаницы с отцом, который сохранил за собой титул виконта.
Эдвард Лэмбтон баллотировался в бывшем избирательном округе своего отца Бервик-апон-Твид на парламентских выборах 1997 года, набрав 3,4 % голосов. Он сменил своего отца в качестве графа Дарема в 2006 году и был вовлечён в спор о наследстве с некоторыми из его сестер.

## Личная жизнь
Эдвард Ричард Лэмбтон был женат три раза и дважды разводился. В 1983 году он женился на Кристабель Мэри Макьюэн (родилась в 1962), дочери Родерика Макьюэна (младшего сына сэра Джона Макьюэна, 1-го баронета) и Романы фон Гофмансталь. В этом браке родился один ребенок — Фредерик Лэмбтон, виконт Лэмбтон (23 февраля 1985 года). В 1995 году супруги развелись, Кристабель впоследствии вышла замуж за музыканта Джулса Холланда. 
19 октября 1995 года Лэмбтон женился на Кэтрин Фицджеральд (родилась в 1971), англо-ирландской аристократке, дочери Десмонда Фицджеральда, 29-го рыцаря Глина, и Олды Энн Уиллс. Их брак остался бездетным, супруги развелись в 2002 году. Кэтрин вышла за актёра Доминика Уэста.
В январе 2011 года Лэмбтон женился на 28-летней бывшей модели Марине Хэнбери. Сестра Марины Роуз замужем за Дэвидом Чамли, 7-м маркизом Чамли. У Эдварда и Марины родились трое детей:
- Стелла Роуз (25 октября 2011 года);
- Клод Тимоти (1 сентября 2015 года);
- Экони Белл (8 ноября 2017 года).